# Japurá
 Ovo je glavno značenje pojma Japurá. Za općinu u Brazilu pogledajte Japurá (općina).
Japurá čita se Žapura (portugalski. Rio Japurá, španjolski. Río Caquetá)  je velika lijeva pritoka Amazone duga 2 820 km.

## Zemljopisne karakteristike
Rijeka izvire kao Río Caquetá u Kolumbiji istočno od grada Pasto u kolumbijskim Kordiljerima. Od izvora teče u smjeru jugoistoka s velikim meandrima, kroz tropske prašume sve do granice s Brazilom, gdje prima svoju najveću pritoku Apaporis.
Od brazilske granice nizvodno, rijeka se zove Japura, i nadalje teče u istom smjeru da se kod mjesta Tefé ulije u rijeku Amazonu, koji se tu zove Solimões. Na ušću se Japura dijeli na brojne rukavce, i tako stvara brojne riječne otoke i sezonska jezera.
Japurá ima porječje od 25 000 km² i prosječni protok od 13 915 m³/s na ušću u Amazonu. 
Japurá ima snažan tok, ali je plovan za manje brodove u Brazilu.

## Poveznice
- Amazona
- Popis najdužih rijeka na svijetu

## Vanjske poveznice
- Japurá River na portalu Encyclopædia Britannica (engl.)